# Montserrat Palma i Muñoz
Montserrat Palma i Muñoz (Figueres, 24 de juliol de 1959) és una política i professora universitària catalana, diputada a la VI, VII, VIII i IX Legislatures.
Llicenciada en Filosofia i Lletres (Secció Psicologia) per la Universitat Autònoma de Barcelona, va començar a impartir classes a l'antiga Escola de Mestres de Girona el 1989 i treballa com a professora titular en la Facultat de Ciències de l'Educació de la Universitat de Girona.
Membre del Partit dels Socialistes de Catalunya, de 1991 a 2004 va ser regidora d'Urbanisme, Arquitectura i Habitatge de l'Ajuntament de Figueres, on va ser Tinent d'Alcalde de 1995 a 2004. El 1995 fou membre de la Comissió de Govern, de les Executives de l'Agrupació de Figueres i de la Federació de Girona del PSC.
Ha estat diputada al Congrés en les eleccions generals espanyoles de 1996 per la província de Girona i fou reelegida en les de 2000, 2004 i 2008. Ha estat vocal de la Comissió d'Educació, Cultura i Esport. Membre del sector crític del PSC, en novembre de 2014 abandonà el PSC amb previsió d'unir-se al Moviment Catalunya, que tenia previst unir-se a Nova Esquerra Catalana.
El febrer de 2022 fou nomenada síndica de la Universitat de Girona, en substitució de Joan Manuel del Pozo.